# Rathcroghan
Rathcroghan (de l'irlandais Ráth Cruachan, littéralement « fort de Crúachan ») est un complexe archéologique qui se situe près de Tulsk (en) dans le comté de Roscommon en Irlande. On le retrouve mentionné par plusieurs manuscrits médiévaux rédigés en vieil irlandais.
Crúachan est identifié comme étant la capitale historique du Connacht, siège du pouvoir dans cette région sur une période allant de la préhistoire à l'antiquité tardive.
Situé dans les plaines du Connacht, Rathcroghan est l'un des six sites royaux d'Irlande. Il s'étend sur 6,5 km² et comporte plus de 240 sites archéologiques dont 60 sont classés monuments nationaux. La datation de ses monuments s’étend du néolithique à l'époque médiévale en passant par l'âge du bronze et l'âge du fer. On y trouve notamment de nombreux tumulus, forts circulaires et autres menhirs.
Parmi les plus fascinants d'entre eux figurent le monticule de Rathcroghan, l'Oweynagat (grotte aux chats), d'imposants terrassements linéaires (Mucklagh) ou encore le site cérémoniel de Carnfree (en).
On trouve de nombreuses références historiques à Rathcroghan dans les manuscrits médiévaux, notamment au XIIe siècle dans le Lebor na hUidre (Livre de la Vache Brune). Rathcroghan y est mentionné comme étant le lieu d'une des plus grandes foires de l'Irlande et comme abritant l'un des trois grands cimetières païens de l'île. C'est aussi le siège royal de Medb (Maeve), reine guerrière du Connacht, ainsi que le point de départ et d'arrivée de la Táin Bó Cúailnge (Rafle des vaches de Cooley), qui est l'un des grands récits fondateurs de la mythologie celtique irlandaise.
Rathcroghan est aussi connu pour offrir un passage vers l'autre-monde qui est décrite durant le moyen-âge comme la « porte de l'enfer » (à ne pas confondre avec le Purgatoire de saint Patrick), via l'Oweynagat (la grotte aux chats). Cette grotte est liée à la fête païenne de Samhain, ancêtre d'Halloween, et décrite comme la demeure de Morrigan, déesse celtique de l'Irlande préchrétienne.

## Mythologie

### Origine
Selon un poème du Dindsenchas, le nom de Crúachan viendrait de Crochen, la servante de la déesse primordiale Étain. Lorsqu' Étain est ramenée dans l'Autre Monde par son amant Midir, Crochen les accompagne et, sur leur chemin vers le palais souterrain de Midir, ils font halte dans un tumulus connue sous le nom de « Síd Sinche ».
Crochen est tellement impressionnée par ce sidh (monticule féerique) qu'elle demande à Midir si c'est bien ici son palais. Eu égard à la loyauté de Crochen envers Étaín et au respect qu'elle a pour cette demeure, Midir la lui donne et la nomme en son honneur "Crúachan" avant d'amener Étaín à son palais de « Bri Leith ». À la fin du poème, Crochen est mentionnée comme la mère de la reine Medb.
Le même poème mentionne Crúachan comme un cimetière royal : "Écoutez, vous les guerriers autour de Cruachu! Avec son tumulus pour chaque noble couple".

### Le Cycle d'Ulster
Crúachan occupe une place prépondérante dans le Cycle d'Ulster, car c'est le siège de l'un de ses principaux personnages: la reine Medb. Elle aurait reçu le royaume de Connacht par son père, le Haut-Roi Eochaid Feidlech, qui avait détrôné le précédent roi Tindi Mac Conra à la suite d'un acte de trahison. Les sources ne nous permettent pas de savoir si Tindi a réellement gouverné la province depuis Crúachan ou si ce récit a été construit par, ou pour, la reine Medb.
Une autre histoire raconte que Crúachan était gouverné par la soeur de Medb, Clothru (en),avant que Medb ne la fasse assassiner. Des descriptions vivantes de la capitale de l'Ouest sont données dans Fled Bricrenn ("Le festin de Bricriu"), et l'on trouve aussi celle-ci dans Táin Bó Fraích : « La maison était faite en pin. Elle était recouverte d'un toit d'ardoise. Il y avait seize fenêtres et un volet en cuivre pour chacune d'elles. Il y avait un treillis de cuivre à travers l'ouverture. Quatre piliers en cuivre jouxtaient le lit d'Ailill et de Medb, qui se tenait au centre de la maison, tout orné de bronze. »
Crúachan est présent au début et à la fin de la Táin Bó Cúailgne au travers de conversations intimes dans la résidence royale, et du combat final des taureaux, censé avoir eu lieu à Rath na dTarbh (fort des taureaux), l'un des plus grands forts circulaires du site. Mis à part les contes d'Ulster, il n'y a pas beaucoup de descriptions mythiques du principal fort du Connacht, l'un des meilleurs exemples se trouvant dans un poème du Dindsenchas (en) à propos de Carnfree (en). Ce poème traite de deux figures relative à ce nom, l'une étant le Fráech de l'époque de Medb et l'autre un prince de Connacht précédant la division de l'Irlande en deux moitiés. Cette section du poème décrit Crúachan comme une forteresse en pierre.

### Samhain
Crúachan semble fortement associé à la fête de Samhain que l'on situe aux alentours du 1er novembre. Les croyances irlandaises veulent que les tombes antiques s'ouvrent et offrent un passage aux dieux et aux esprits qui y résident pour parcourir la terre. L'émergence de créatures de l'Oweynagat fait partie de cette croyance.
Dans "Les Aventures de Nera", on peut lire que lors de la nuit de Samain, le roi Ailill met au défi les guerriers présents à Crúachan de parvenir à nouer une cordelette autour de la cheville d'un des deux pendus qui se trouve alors dehors. Sachant toutes les étranges choses qui se passent cette nuit là tous les guerriers sont effrayés, à l'exception d'un : Néra. Il va donc au gibet et noue la cordelette à la cheville d'un pendu qui se met alors à lui parler, le félicite pour son courage et lui demande de l'emmener où il pourrait boire de l'eau, car il avait grand soif quand il fut pendu. Néra l'emmena où il pouvait boire et le remit sur son gibet, il découvre des maisons étranges et, lorsqu'il lui apporte enfin de l'eau à la troisième maison, il le ramène à la captivité pour assister à la destruction des bâtiments royaux de Rathcroghan par les esprits. Il suit la troupe surnaturelle jusqu'au sidh (monticule mythique) où il rencontre alors une femme qui lui explique que ce qu'il venait d'avoir. Il quitte le sidh et raconte à Ailill sa vision qui décide alors de détruire ce sidh.

### Oweynagat

Chat à l'entrée de l'Oweynagat

Le sidh (monticule) mentionné dans la Táin Bó Cúailgne serait soit l'Oweynagat soit le tumulus de Rathcroghan lui-même.
- Sur le linteau intérieur de l'entrée de la grotte se trouve une inscription en ogham. La formulation complète est imprécise, mais les mots "fraech" et "fils de medb" ont été traduits ; cela concerne-t-il le même Fraech associé à la reine Medb?
- Un récit du XVIIIe siècle raconte qu'une femme essayant de rattraper une vache en fuite, la suivi dans la grotte et émergeât ensuite à des kilomètres de là, à Keshcorran, dans le comté de Sligo.

Dans les contes traditionnels, diverses créatures maléfiques jaillissent de l'Oweynagat:
- Le nom Oweynagat viendrait de chats sauvages magiques, mentionnés dans "Le festin de Bricriu", qui émergent des profondeurs de la grotte pour attaquer les trois guerriers d'Ulster, avant d'être apprivoisés par Cúchulainn.
- L'Ellen Trechen, un monstre à trois têtes issu de la grotte a dévasté le pays avant d'être tué par Amergin, le père de Conall Cernach.
- "De petits oiseaux rouges sortirent de la grotte, flétrissant chaque plante sur leur passage, avant d'être chassés par la Branche Rouge".
- Des troupeaux de sangliers aux pouvoirs mortifères similaires sont sortis de la grotte. Ailill et Medb ont alors essayé désespérément de les chasser mais ont du faire face à leur pouvoir d'invisibilité et à leur capacité se régénerer.
- Trois sangliers géant sont aussi sortis de la grotte et ont créé les Mucklaghs (voir section archéologie).

### Morrigan
Dans le Táin Bó Regamna, Morrígan émerge de la grotte sur un chariot tiré par un cheval châtain unijambiste. Elle amène une vache, guidée par un géant avec un bâton fourchu, pour s'accoupler avec le Taureau Brun. Dans une autre histoire, Morrígan prend les vaches d'une femme nommée Odras qui la suit dans la grotte avant de tomber dans un sommeil enchanté. En se réveillant, elle voit Morrígan qui chuchote un sort qui la transformera en rivière.

## Histoire

Reconstitution du monticule de Rathcroghan, par JG O'Donoghue. Image offerte par le Rathcroghan Visitor Center.

Comme pour les autres sites royaux, il n'existe pas suffisamment de références historiques ou de données archéologiques pour définitivement prouver qu'il s'agissait d'une résidence royale ou d'une forteresse telle que décrite dans les mythes, et certains forts circulaires de la région datent de l'époque chrétienne.
Ce site est mentionné par les scribes, aux cotés Tailtiu (en) et de Tara, comme l'un des trois grands sites funéraires d'Irlande ainsi qu'un lieu de rassemblement et d'aonach (en). Toutes les assemblées et aonachs font partie des traditions religieuses et funéraires. Ces aonachs sont de grands rassemblements qui donnent lieu à un cessez-le-feu et qui ont un triple objectif : honorer les morts, proclamer les lois et divertir. Tout comme une assemblée se tenait au cimetière de Tailtiu (même au XIXe siècle), il y en avait certainement une à Crúachan.
Beaucoup pensent que la reine Medb est la déesse locale de la terre, tout comme Medb Lethderg à Tara, et que lors du rituel d'intronisation, le roi s'unit à la terre de Crúachan par son mariage avec Medb. L'importance religieuse de Crúachan a décliné après l'arrivée du christianisme, comme le souligne le prologue du Martyrologe d'Oengus qui associe la fin du pouvoir de Crúachan à l'émergence du monastère de Clonmacnoise.
Des délimitations parcellaires médiévales en pierre, dont ont trouve les meilleurs exemples autour du site de Relignaree, parsèment la région et nous indiquent que Crúachan est devenu une importante terre de pâturage pour le fort de Tulsk (en) durant le haut Moyen Âge. On trouve également entre les monuments des traces d'habitation qui témoignent d'une occupation du site jusqu'à l'époque moderne.
On trouve dans les annales du Connacht un description de l'intronisation du roi Felim McHugh O'Connor qui s'est déroulé en 1310 sur le monticule de Carnfree (en).
Une référence à l'Oweynagat se trouve dans les Triades d'Irlande, datant du XIVe au XIXe siècle, où elle est répertoriée comme l'un des "trois endroits les plus sombres d'Irlande".
Le Visitor Center de Rathcrogan a été inauguré en 1999 à Tulsk afin d'accueillir un large public et travailler à l'avenir du site. Il offre toute l'année aux visiteurs une muséographie regroupant histoire, archéologie et mythologie et propose aussi des visites guidées du monticule de Rathcroghan et de l'Oweynagat menées par des archéologues spécialistes du site.
Depuis 2019, le complexe archéologique de Rathcroghan abrite un projet innovant, The Farming Rathcroghan EIP, visant à adapter les pratiques agricoles à la protection de toutes les composantes du paysage, à savoir l'archéologie, la biodiversité, l'héritage culturel, la qualité de l'eau et l'appréhension des effets du changement climatique.

## Archéologie
Le complexe de Rathcroghan se répartit sur 6,5 km² et compte plus de 240 sites archéologiques, datant du Néolithique à la période médiévale, dont 60 sont classés monuments nationaux. À ce jour, peu de fouilles physiques ont été effectuées autour du tumulus de Rathcroghan, mais des relevés électromagnétiques ont révélé des caractéristiques montrant de grandes similitudes entre Rathcroghan, Tara et Emain Macha.

### Monticule de Rathcroghan

Vue aérienne du monticule de Rathcroghan, par Joseph Fenwick.

Le tumulus de Rathcroghan, point focal du complexe, est un monticule circulaire large et plat avec un diamètre moyen de 89 mètres à la base et une hauteur de 5,5 mètres. Des rampes légèrement inclinées à l'est et à l'ouest donnent accès au sommet sur lequel se trouvent les traces d'un autre petit monticule. Des relevés ont révélé que le monticule de Rathcroghan a été construit sur un monument préexistant constitué de deux anneaux concentriques en pierre. Un énorme enclos mesurant 360 mètres de diamètre et 5 mètres de profondeur a également été découvert lors des relevés. Cet enclos entoure le grand monticule ainsi que divers autres monuments, facilitant ainsi les comparaisons avec d'autres sites royaux en Irlande tels que Tara, Eamhain Mhacha et Dún Ailinne, qui présentent les mêmes caractéristiques.

### Rathmore
Le nom de ce monticule se traduit littéralement par "Grand Fort". Il est de forme convexe avec un diamètre de 40 mètres et entouré d'un fossé large de 7 mètres. Ce monticule herbeux aux pentes abruptes est supposé dater de la fin de l'âge du fer au début de la période médiévale. Bien qu'il ressemble à un fort circulaire, le sommet du monticule semble trop petit pour cette fonction. Des trous de poteaux trouvés au sommet pourraient suggérer une salle communautaire de l'âge du fer. Des relevés géophysiques indiquent des preuves de foyers, de fosses et de fours à l'intérieur, ce qui correspond à l'utilisation du monticule pour l'habitation.

### Rathnadarve
Littéralement « Fort des taureaux », Rathnadarve est un grand fort circulaire qui se situe à l'ouest du monticule de Rathcroghan avec un rempart considérable et un fossé externe à l'ouest. Il y a plusieurs brèches dans le rempart, dont une au nord-est constituant peut-être une entrée. C'est traditionnellement le site du combat entre le taureau Brun de Cúailnge et le taureau Blanc cornu à la fin de la Táin Bó Cúailgne.

### Relignaree
Littéralement « cimetière des rois », Relignaree se compose d'une grande enceinte circulaire de 100 mètres de diamètre entourée d'un rempart de terre et de pierres d'un mètre de hauteur. À l'intérieur se trouvent les traces d'une enceinte circulaire plus petite de 48 mètres de diamètre. Des délimitations de champs en pierre traversent ce site, semblant le diviser en quatre segments inégaux, et des fondations rectangulaires de cinq maisons datant de l'époque moderne sont visibles dans et autour du site.
En 1872, les restes d'un souterrain dans le quart sud-ouest ont été excavés et des ossements d'animaux y ont été trouvés.

### Oweynagat

Intérieur de la grotte, par Hamish Fenton.

Littéralement la « grotte aux chats », l'Oweynagat est une étroite grotte calcaire naturelle rejointe par un souterrain artificiel à l'entrée. À l'origine, l'entrée du souterrain était incluse dans un monticule de terre, mais ce dernier a été endommagé par la construction d'une route dans les années 1930. Le souterrain est construit en pierres sèches, avec des orthostates et des linteaux sur environ 10 mètres, pour ensuite rejoindre la cavité naturelle qui s'étend sur encore 37 mètres.
Il y a une inscription en ogham sur le linteau à l'intérieur de l'entrée du souterrain qui se lit « VRAICCI...MAQI MEDVVI » que l'on traduit par « de Fraech, fils de Medb » Fraech étant associé à Crúachan et à Medb dans l'épopée de la Táin Bó Cúailgne. Fraech est également associé à un monument voisin, le Carnfree (en) (Carn Fraích). Sur un autre linteau se trouve une seconde inscription en ogham malheureusement trop partielle pour permettre une lecture certaine.

### Tertre de Dathi

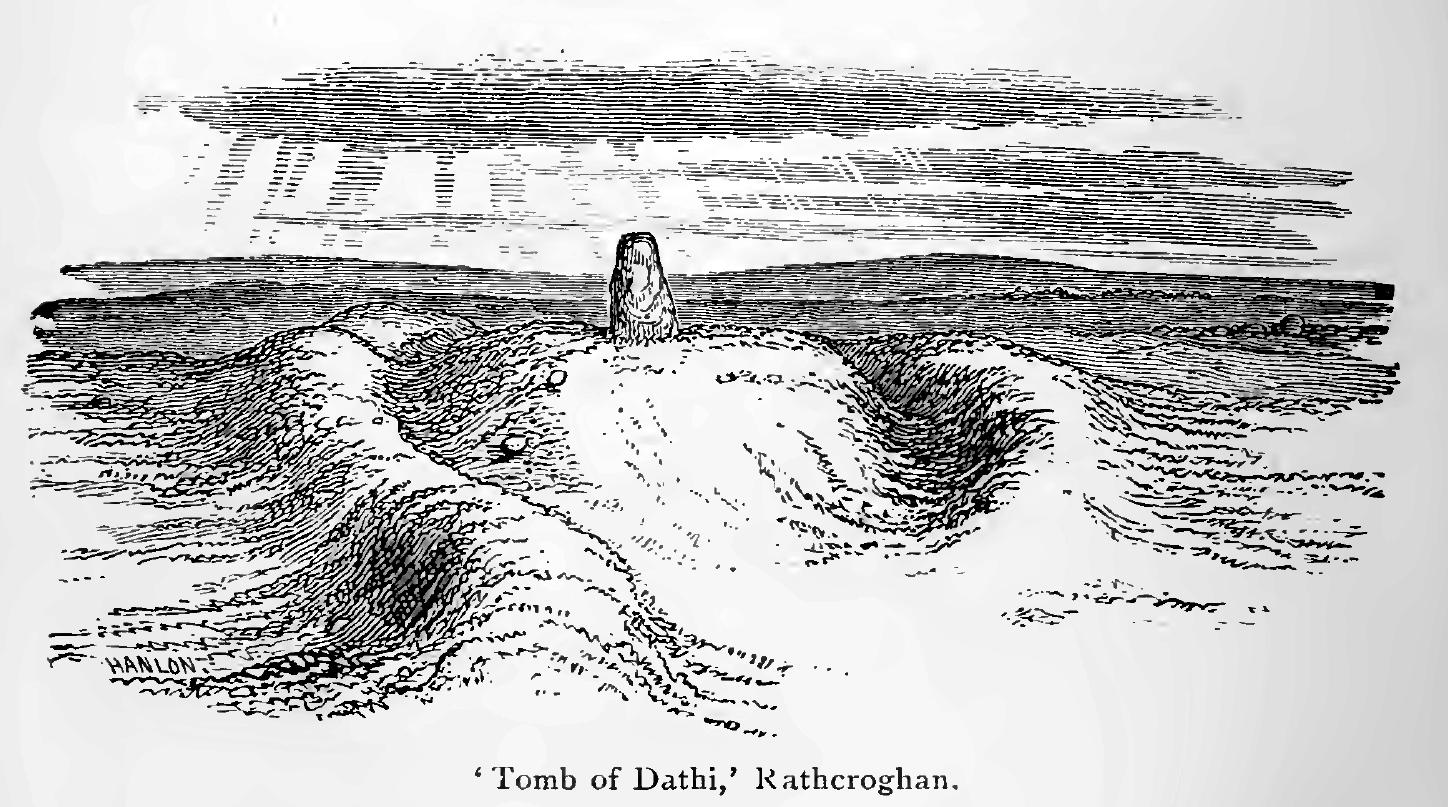
Tertre de Dathi

Ce monticule est supposé être le lieu de sépulture de Dathí, dernier haut-roi païen d'Irlande. Il semble s'agir d'un tumulus surélevé avec un diamètre total de 40 mètres, doté d'entrées opposées à l'est et à l'ouest. Au sommet du monticule se dresse une pierre en grès rouge de 1,85 mètre de hauteur. Les investigations menées par R.A. Stewart Macalister en 1913 ont révélé que le tumulus avait été taillé dans une crête naturelle de gravier, une constatation confirmée par des fouilles partielles menées en 1981. Aucune tombe n'a été découverte lors de ces fouilles, bien que des échantillons de charbon de bois récupérés suggèrent une période de construction comprise entre 200 av. J.-C. et 200 apr. J.-C. Cette datation va donc à l'encontre de la légende selon laquelle cet endroit serait le lieu de sépulture de Dathí car il est censé être décédé vers 429 apr. J.-C.

### Mucklaghs
Le folklore nous raconte que ces énormes terrassements sont le résultat du labourage d'un sanglier géant, le mot irlandais "muic" signifiant porc.
Les Mucklaghs sont deux ouvrages linéaires qui sont constitués de doubles talus accompagnés de trois fossés parallèles courant sur une ligne incurvée nord-est / sud-ouest et à une distance de 78 mètres l'un de l'autre. Le Mucklagh du Nord est le plus court des deux, mesurant 100 mètres, mais est notable par sa construction massive. Avec ses 280 mètres, le Mucklagh du Sud est significativement plus long. Bien qu'ils constituent le monument le plus imposant du site, leur fonction reste une énigme.

### Rathbeg
Rathbeg, signifiant "Petit Fort", est un monticule annulaire entouré de cercles concentriques en gradins. Le monticule se situe à 600 mètres au nord-ouest du monticule de Rathcroghan. Il possède un double fossé sur trois côtés et un fossé supplémentaire sur le côté ouest. Au sommet un petit cairn entouré de petits talus et fossés créent une terrasse. Le monticule fait environ 36 mètres de diamètre. Des silex travaillés datant de l'âge du fer et peut-être du bronze y ont été découverts, cependant la structure elle-même serait conforme aux monuments néolithiques.

### Cashelmanannan
L'orthographe irlandaise du nom est Caiseal Mhanannán, ce qui signifie le "Fort de Manannán" et faisant référence à une divinité de la mythologie irlandaise, Manannán mac Lir. Il s'agit de fondations en pierre d'un fort ovale, avec trois buttes concentriques très rapprochées faites de terre et de pierre d'une largeur moyenne de 1,5 mètre chacun. Son diamètre interne est de 40 mètres tandis que l'on compte sur sa périphérie 57 mètres nord/sud et 63 mètres est/ouest. Collés à l'enceinte principale sur les côtés nord et est se trouvent deux enceintes rectangulaires, chacune délimitée par une butte. La fonction exacte de Cashelmanannan reste inconnue à ce jour car aucune fouille n'a encore eu lieu, mais le fait qu'il soit la seule structure du complexe construite en pierre suggère un bâtiment défensif important.

## Source primaire
- La Rafle des vaches de Cooley, récit celtique irlandais traduit de l'irlandais, présenté et annoté par Alain Deniel, L’Harmattan, Paris, 1997,  (ISBN 2-7384-5250-7)